# Herbert Willing

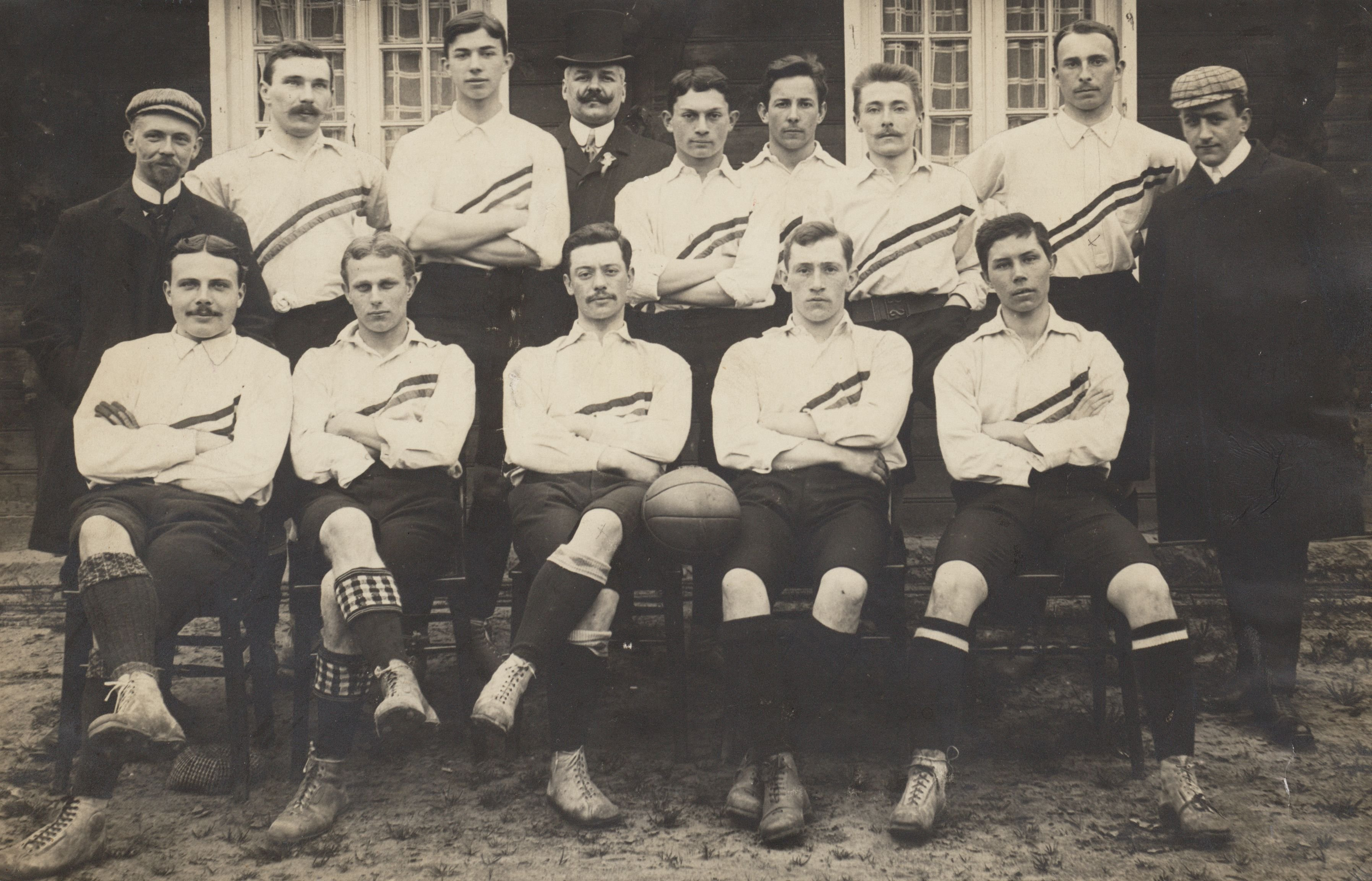
Willing (rechts außen) mit der niederländischen Nationalmannschaft vor einem Länderspiel gegen Belgien, bei dem er als Linienrichter von Frank König eingesetzt wurde, im April 1905

Herbert James „Bep“ Willing (* 16. August 1878 in Rotterdam; † 15. September 1943 ebenda) war ein niederländischer Fußballschiedsrichter.

## Sportlicher Werdegang
Willing war zu Beginn der 20. Jahrhunderts Schiedsrichter im niederländischen Fußball. Ab Mitte der 1910er Jahre war er auch Spieloffizieller bei Länderspielen. Nachdem er anfangs noch Linienrichter war, debütierte er am 13. Mai 1906 beim Duell Niederlande gegen Belgien als Hauptschiedsrichter. Bei den Olympischen Spielen 1912 gehörte er zu den Spielleitern, dabei pfiff er beim Fußballturnier das Endspiel der Trostrunde zwischen Österreich und Ungarn. Insgesamt leitete er bis zum Ausbruch des Ersten Weltkriegs 15 Länderspiele.